# Parmotrema pseudobreviciliatum
Parmotrema pseudobreviciliatum är en lavart som beskrevs av Adler, Elix & Hale. Parmotrema pseudobreviciliatum ingår i släktet Parmotrema och familjen Parmeliaceae.   Inga underarter finns listade i Catalogue of Life.